# 迈尔·普林斯坦
迈尔·普林斯坦（英語：Myer Prinstein，1978年12月22日—1925年3月10日），美国男子田径运动员。他曾代表美国参加1900年和1904年夏季奥林匹克运动会田径比赛，共获得三枚金牌和一枚银牌。